# Antimima
Antimima es un género de plantas con flores perteneciente a la familia Aizoaceae. Se encuentra en Sudáfrica y Namibia.

## Taxonomía
Antimima fue descrito por el taxónomo y botánico inglés, Nicholas Edward Brown, y publicado en The Gardeners' Chronicle & Agricultural Gazette ser. 3. 87: 211. 1930.
Etimología
Antimima: nombre genérico que deriva de la palabra griega: "antimimos" = "imitación" que fue asignada a la primera especie conocida de este género muy similar a las especies del género Argyroderma.

## Especies seleccionadas
- Antimima argentea (L.Bolus) H.E.K.Hartmann
- Antimima aurasensis, H.E.K.Hartmann
- Antimima buchubergensis, (Dinter) H.E.K.Hartmann
- Antimima eendornensis, (Dinter) H.E.K.Hartmann
- Antimima modesta, (L.Bolus) H.E.K.Hartmann
- Antimima quartzitica, (Dinter) H.E.K.Hartmann